# Бротово
Бротово (словац. Brôtovo) — річка; ліва притока Чєрного Грону, протікає в окрузі Брезно.
Довжина приблизно 7,2 км. Витік знаходиться в масиві Вепорські гори (геоморфологічна підодиниця Балоцькі гори; біля перевалу Товстий явір) — на висоті приблизно 925 метрів.
Протікає територією села Черний Балоґ. Впадає у Чєрний Грон на висоті приблизно 555-560 метрів.